# Lupta în jurul unui rug
Lupta în jurul unui rug (titlul original: Castellio gegen Calvin oder Ein Gewissen gegen die Gewalt; traducere: „Castellio împotriva lui Calvin sau O conștiință împotriva violenței”) este o monografie istorică scrisă de Stefan Zweig în anul 1936. Zweig a cifrat în această operă percepția sa asupra nazismului și exercită prin înfățișarea întâmplărilor din Geneva calvinistă a secolului al XVI-lea o critică a totalitarismului german.